# Luunja
Luunja är en ort i Estland. Den ligger i Luunja kommun och landskapet Tartumaa, i den sydöstra delen av landet, 170 km sydost om huvudstaden Tallinn. Luunja ligger 43 meter över havet och antalet invånare är 579.
Terrängen runt Luunja är platt. Runt Luunja är det glesbefolkat, med 13 invånare per kvadratkilometer. Närmaste större samhälle är Dorpat, 9,5 km väster om Luunja. Omgivningarna runt Luunja är en mosaik av jordbruksmark och naturlig växtlighet.